# I Like to Move It
I Like to Move It – drugi singel zespołu Reel 2 Real wydany w 1993 roku. Tekst utworu został napisany przez Ericka Morillo i Marka Quashie'a.
W 2010 roku Reel 2 Real nagrał nową wersję utworu. 2 listopada 2010 roku wytwórnia umieściła teledysk do utworu w serwisie YouTube. Utwór znajduje się na ścieżce dźwiękowej filmu Madagaskar (2005), gdzie wykonuje go Sacha Baron Cohen.

## Lista utworów
Singiel CD (1993)
1. „I Like to Move It” (Radio Edit) – 3:52
2. „I Like to Move It” (UK Vocal House Remix) – 5:47
3. „I Like to Move It” (UK Moody House Remix) – 5:05
4. „I Like to Move It” (Reel 2 Reel Dub) – 4:25

## Notowania na listach przebojów
| Kraj              | Lista (1993/1994)                  | Najwyższa pozycja | Sprzedaż | Certyfikacja |
| ----------------- | ---------------------------------- | ----------------- | -------- | ------------ |
| Francja           | Top 100 Singles                    | 1                 | 250 000  | złoto        |
| Holandia          | Single Top 100                     | 1                 | 50 000   | złoto        |
| Austria           | Singles Top 75                     | 2                 | –        | –            |
| Niemcy            | Top 100 Singles                    | 3                 | 250 000  | złoto        |
| Szwajcaria        | Singles Top 75                     | 4                 | –        | –            |
| Wielka Brytania   | Singles Top 100                    | 5                 | 200 000  | srebro       |
| Irlandia          | Top 50 Singles                     | 5                 | –        | –            |
| Stany Zjednoczone | Hot Dance Music/Maxi-Singles Sales | 5                 | –        | –            |
| Australia         | Top 50 Singles                     | 6                 | –        | –            |
| Stany Zjednoczone | Dance Music/Club Play Singles      | 8                 | –        | –            |
| Szwecja           | Top 60 Singles                     | 12                | –        | –            |
| Nowa Zelandia     | Top 40 Singles                     | 14                | –        | –            |
| Stany Zjednoczone | Billboard Hot 100                  | 89                | –        | –            |

## Zapożyczenia
W 2010 roku wydany został utwór „Saturday” Basshuntera. We wstępie kompozycja przypomina fragment piosenki „I Like to Move It”.